# Улитка (анатомия)
Ушна́я ули́тка (лат. Cochlea) — это передний отдел перепончатого лабиринта. Отвечает за слуховую часть внутреннего уха, воспринимающего и распознающего звуки.

## Строение
Улитка — это заполненный жидкостью перепончатый канал, образующий два с половиной витка спирали. Внутри по всей длине расположен костный стержень. К противоположной стенке идут две плоские мембраны (основная и рейснерова), таким образом, улитка по всей длине делится на три параллельных канала. Два наружных канала — лестница преддверия и барабанная лестница — сообщаются между собой у верхушки улитки. Центральный (спиральный) канал началом сообщается с мешочком и слепо оканчивается.
Каналы заполнены жидкостью: спиральный канал — эндолимфой, лестница преддверия и барабанная лестница — перилимфой. Перилимфа имеет высокую концентрацию ионов натрия, а эндолимфа — ионов калия. Функцией эндолимфы, которая по отношению к перилимфе положительно заряжена, является создание электрического потенциала на разделяющей их мембране, обеспечивающего энергией процесс усиления входящих звуковых сигналов.
В сферической полости — преддверии, лежащем в основании улитки, — начинается лестница преддверия. Через овальное окно (окно преддверия) один конец лестницы соприкасается с заполненной воздухом внутренней стенкой полости среднего уха. Барабанная лестница сообщается со средним ухом с помощью круглого окна (окна улитки). Овальное окно закрыто основанием стремени, а круглое — тонкой мембраной, отделяющей его от среднего уха, поэтому жидкость через эти окна проходить не может.
Спиральный канал отделяется от барабанной лестницы основной (базилярной) мембраной. Она содержит ряд натянутых поперек спирального канала параллельных волокон различной длины и толщины. Внутри мембрана покрыта рядами снабженных волосками клеток, составляющих кортиев орган, который преобразует звуковые сигналы в нервные импульсы, поступающие в головной мозг через слуховую часть преддверно-улиткового нерва. Волосковые клетки также связаны с окончаниями нервных волокон, на выходе из кортиева органа образующих нерв (улитковую ветвь преддверно-улиткового нерва).